# Progress M1-7

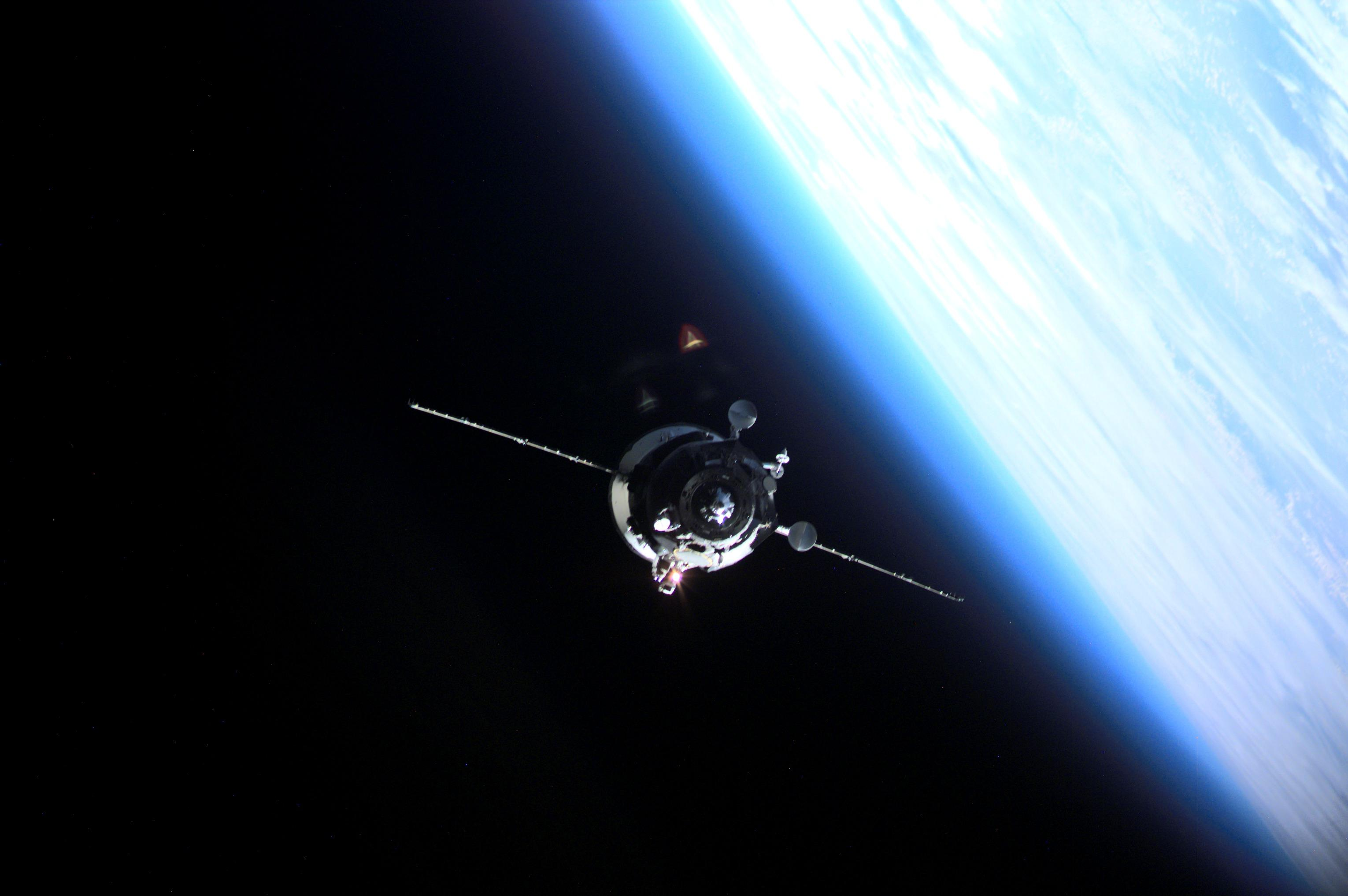
Progress M1-7 přilétající k ISS

Progress M1-7, podle NASA také označovaný jako Progress 6 nebo 6P, byla ruská kosmická loď typu Progress, která nesla zásoby k Mezinárodní vesmírné stanici. Konkrétně šlo o typ Progress-M1 11F615A55 se sériovým číslem 256.

## Průběh mise
Progres M1-7 vynesla raketa Sojuz-FG ze startovacího komplexu č. 1 na kosmodromu Bajkonur. Start se uskutečnil 26. listopadu 2001 v 18:24:12 GMT. Kosmická loď se 28. listopadu v 19:43:02 GMT připojila na zadní port modulu Zvezda. Při testu hermetičnosti spojení se zjistilo nedokonalé spojení. Po analýze ruskými techniky došlo 3. prosince k neplánovanému výstup do vesmíru, při kterém byl odstraněn těsnicí kroužek, který vypadl z odlétající lodě Progress M-45. Po jeho odstranění byla hermetičnost spoje obnovena.
Progress M1-7 strávil u ISS tři a půl měsíce, k odpojení došlo 19. března 2002 v 17:43 GMT a uvolnil tak místo pro Progress M1-8.  K deorbitaci došlo 20. března v 01:27 GMT. Kosmická loď zanikla při průchodu atmosférou nad Tichým oceánem, přičemž zbylé trosky dopadly do oceánu kolem 02:20 GMT.

## Náklad
Progress M1-7 nesl na stanici zásoby včetně potravin, vody a kyslíku pro posádku a vybavení pro vědecký výzkum. Na palubě měl i družici Kolibri-2000, která byla vypuštěna 19. března 2002 v 22:28 GMT, několik hodin po odpojení od ISS.